# طرديلن جزيري
طرديلن جزيري (الاسم العلمي:Tordylium insulare)  هو نوع غير مؤكد من النباتات يتبع جنس الطرديلن من الفصيلة الخيمية.